# Jamel Thomas
Jamel Thomas (Brooklyn, 19 luglio 1976) è uno scrittore ed ex cestista statunitense, professionista nella NBA e in Europa.
È fratellastro di Sebastian Telfair e cugino di Stephon Marbury.
Nel 2008 scrive un libro sulla sua vita intitolato The Beautiful Struggle.

## Palmarès
- CBA Rookie of the Year (2000)
- CBA All-Rookie First Team (2000)
- Miglior marcatore CBA (2001)